# Gorgon (saint)
Pour le système d'arcade Gorgon, voir System 23.
Gorgon ou Gorgonius est un saint martyr romain de l'époque de Dioclétien.

## Biographie
Officier de l'entourage de Dioclétien, converti au christianisme, il refusa, comme son camarade Dorothée de Nicomédie (it), de renier sa foi. Ils furent torturés et mis à mort, dans les premières années du IVe siècle.
Ils furent enterrés dans la nécropole « Aux deux lauriers », le long de la via Labicana à Rome.

## Culte du saint

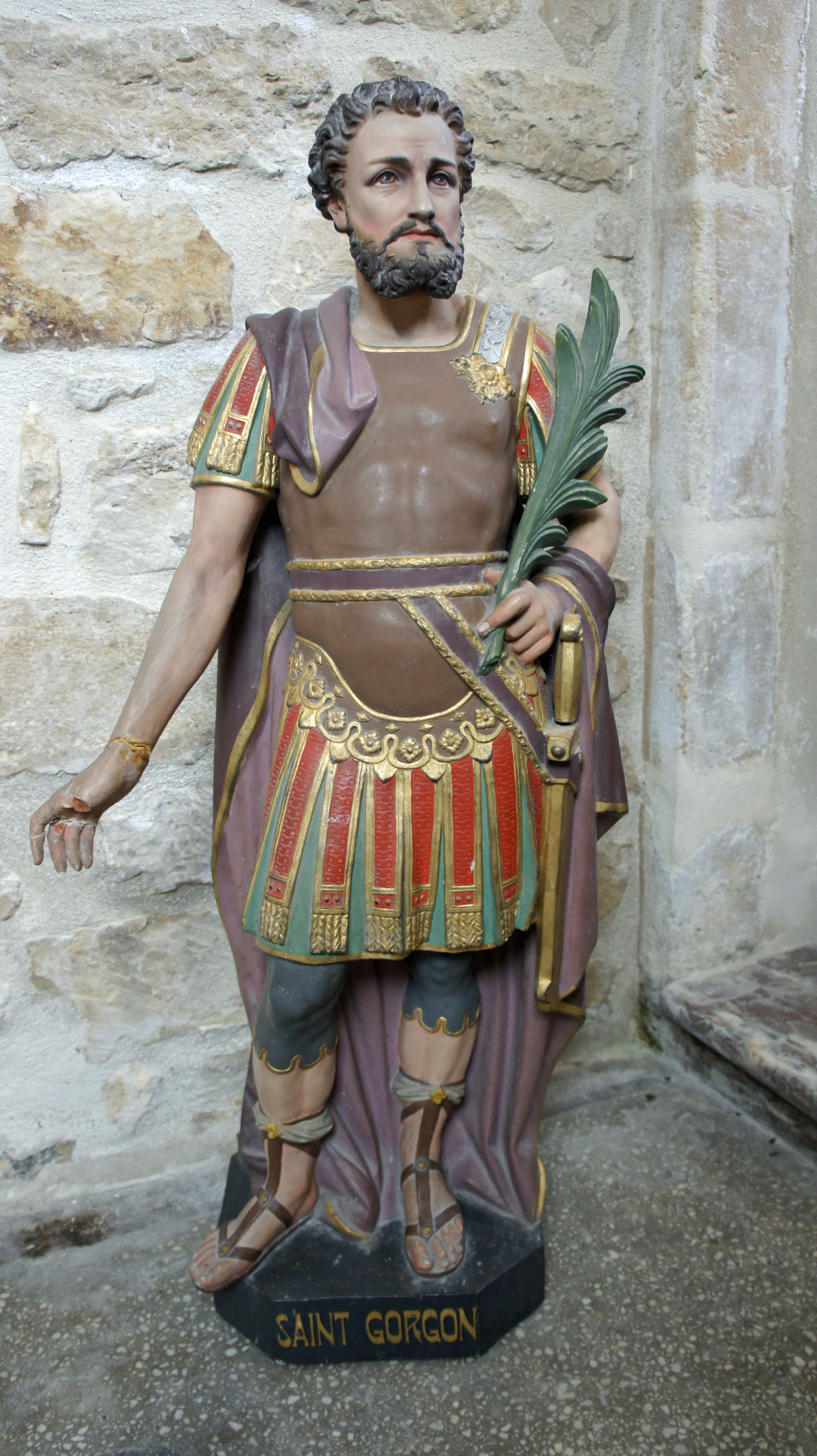
Saint Gorgon représenté en officier romain, avec la palme du martyre.

Ses reliques sont rapportées de Rome en 766 par l'évêque de Metz, Chrodegang, pour illustrer l'abbaye de Gorze, qu'il avait fondée peu avant près de Metz. Des écrits hagiographiques sont rédigés à Gorze au dernier tiers du Xe siècle : un Panégyrique et des Miracles dont celui de Varangéville (actuelle Meurthe-et-Moselle). Quelques-unes de ses reliques sont transférées à l’abbaye de Saint-Arnould de Metz au XIe siècle et à l'abbaye de Cluny, à partir de laquelle son culte se répand en France.
Dans l'église du monastère de Sainte-Marie et Saint-Gorgon, construit  vers le Ve siècle, sur l'Île de Gorgone, en mer Tyrrhénienne, les reliques de saint Gorgon étaient aussi vénérées.
On l'invoque contre les maladies nerveuses et les rhumatismes. Il est fêté le 9 septembre.
Plusieurs communes françaises portent le nom de Saint-Gorgon. Des églises lui ont été consacrées, comme à Metz, à Moyeuvre-Grande, à Varangéville (Meurthe-et-Moselle), à Plovan (Finistère), à Moustoir-Remungol (Morbihan), à Véron (Yonne), à Woël (Meuse) ou l'église de Pouillon dans la Marne.
À Saint-Martin-de-Boscherville, près de Rouen, existe une chapelle Saint-Gorgon ; on s'y rendait en pèlerinage le 9 septembre. À cette occasion avait lieu la foire de la Saint-Gorgon (on disait aussi Gourgon), réputée dans la région. Depuis 2001, la fête de la Saint-Gorgon a été ressuscitée, un week-end proche du 9 septembre, sous une forme modernisée, autour des aventures vécues par deux géants, Gorgon et sa femme.
Anor dans le département du Nord possède aussi une chapelle Saint-Gorgon avec un pèlerinage en septembre. Une chapelle Saint-Gorgon existe également à Montours (Ille-et-Vilaine) ; construite en 1876, elle est propriété privée.
Un tableau (huile sur bois) représentant « Saint Gorgon et sainte Barbe avec un donateur », peint par l'artiste lorrain Claude Bassot au début du XVIIe siècle, figure au musée d'Épinal.
Un tableau représentant Saint-Gourgon et un vitrail montrant le martyr de Gorgonius se trouvent dans l'église Saint-Pierre de Vienne-en-Bessin, également dédiée à Saint-Gorgon, dans le département du Calvados.

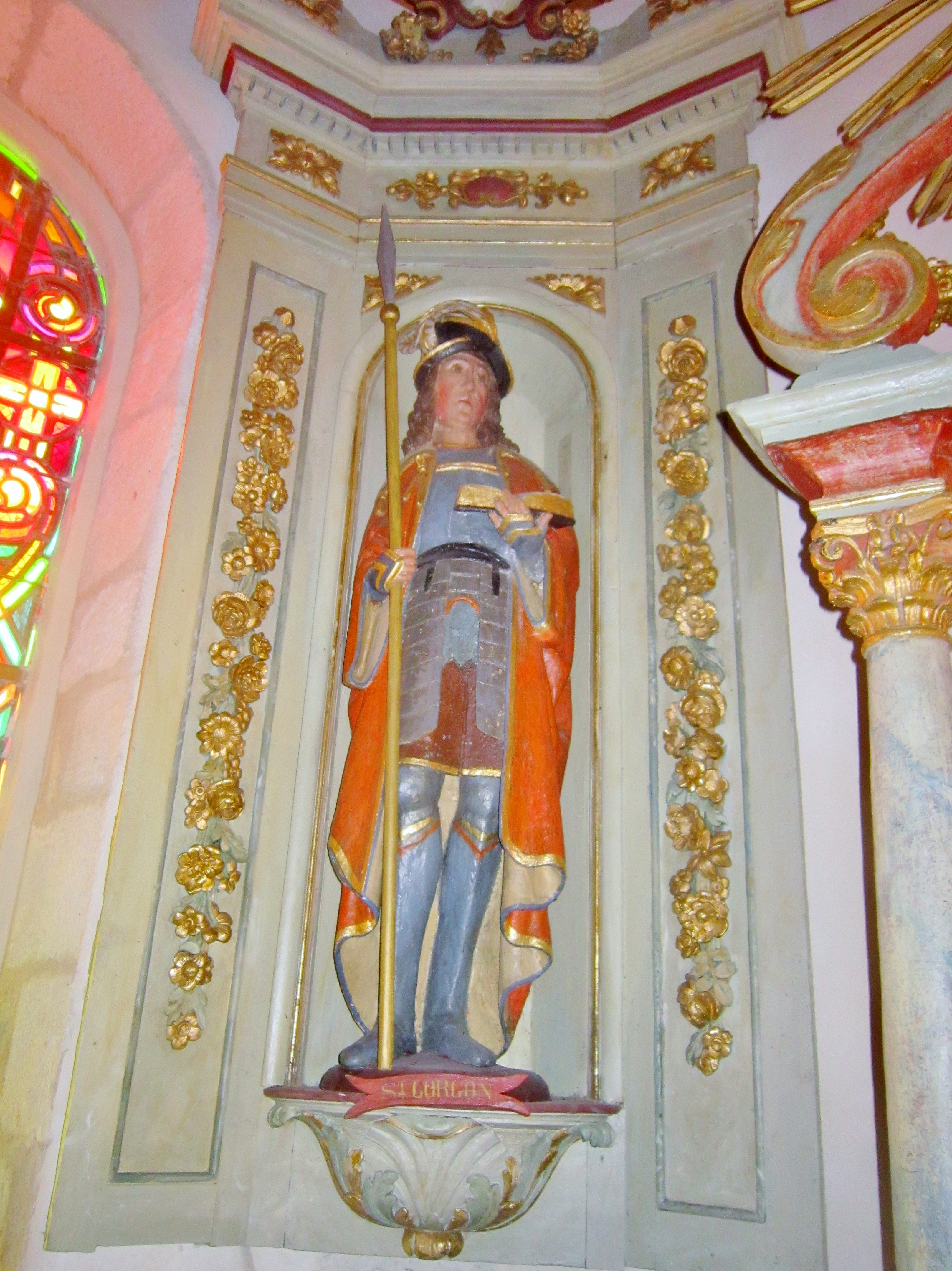
Église paroissiale Saint-Gorgon de Plovan : statue de saint Gorgon.
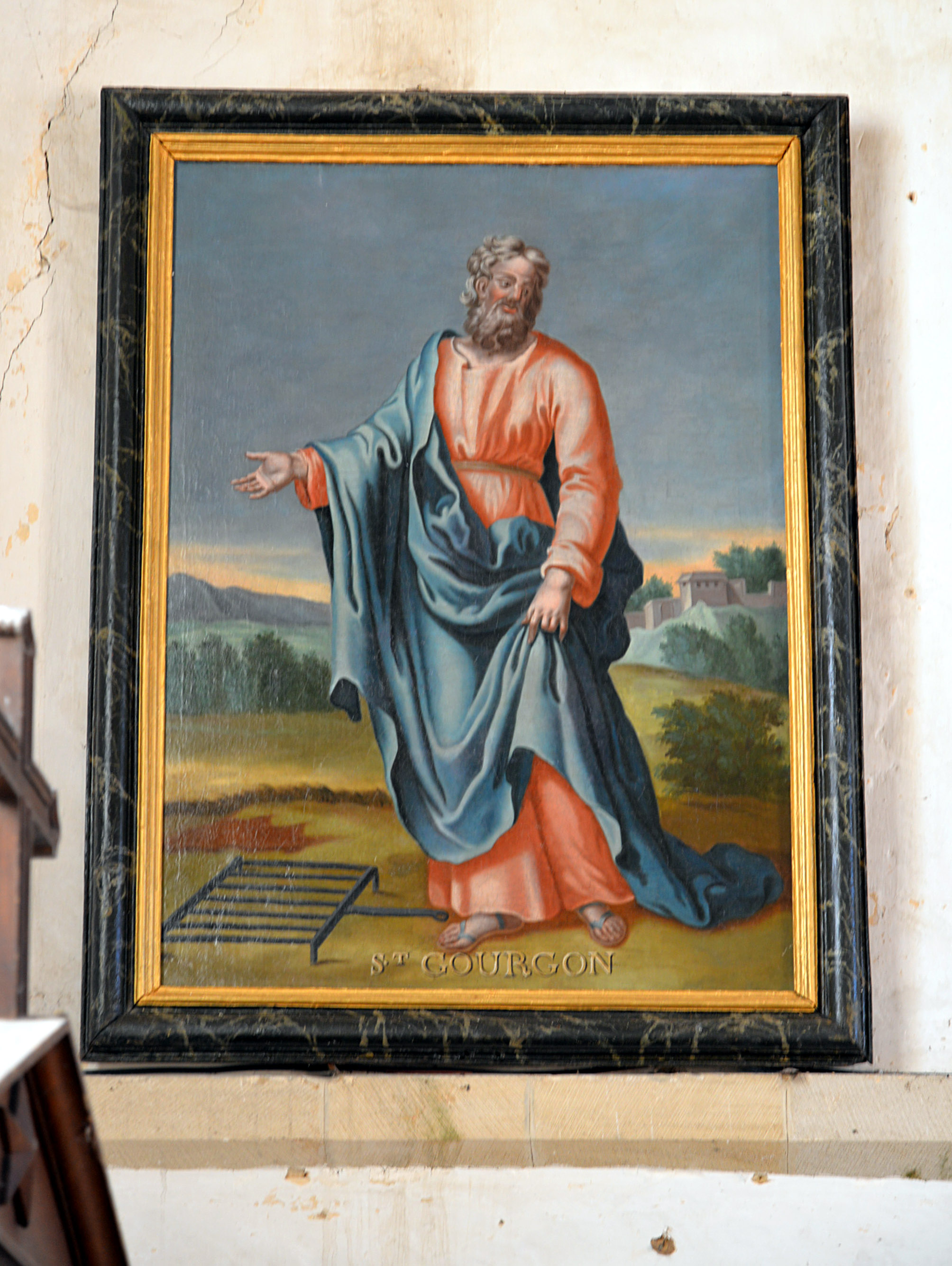
Tableau représentant Saint-Gorgon dans l'église de Vienne-en-Bessin.
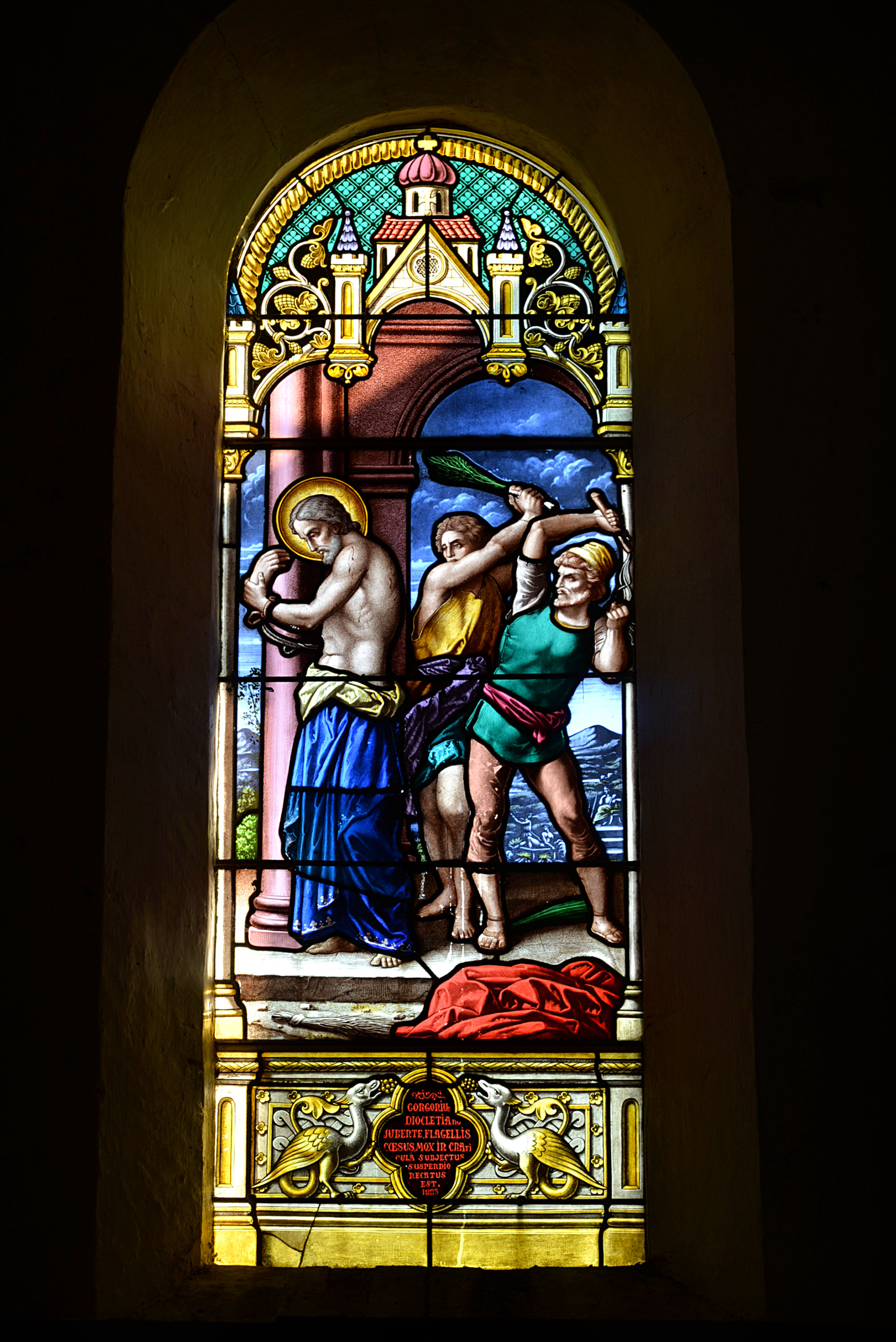
Vitrail dédié à saint Gorgon dans l'église de Vienne-en-Bessin.